# 清水ろっかん
清水 ろっかんは整体師。
均整体クリニック FORME beauty laboを主宰後、2020年4月10日より「ろっかん塾」を開設。日本美容矯正師協会理事長。明治大学柔道部在籍中にさまざまな整体術を学び、「骨盤の歪みと股関節の開き」に着目。独特の骨格矯正技術「ろっかん式」を考案。

## 経歴
1988年 ウェルバランス研究所設立。
1998年 均整体クリニック設立。
2020年 ろっかん塾開設。

## 著書
- 2009年4月30日『ゆる～り股関節 ビューティダイエット』 （亜紀書房）
- 2009年9月17日『バンテージダイエット』 （フォレスト出版）
- 2010年6月27日『バンド1本で小顔になれる！』（フォレスト出版）
- 2010年8月20日『7日間！100均ダイエット』 （アスコム）
- 2011年5月『やせる！健康☆美人になれる！骨格矯正バンド』 （主婦の友社）
- 2011年6月10日『幸せを引き寄せる整顔術 骨のゆがみを整えて、シワ、クマ、たるみを撃退！』 （中央公論新社）
- 2013年7月25日『桃小尻・スラリ脚 ダイエット』 （講談社）
- 2014年12月24日『清水ろっかん特製 外反母趾らくらくサポーター』（主婦と生活社）

## 雑誌連載
- 『VoCE』 清水六観の算命整体術 （講談社、2000年4月～2002年3月、全25回）